# Berán József
Berán József (Baranyi, Barna) (Budapest, 1883 – Budapest, 1905. augusztus 14.) labdarúgó, hátvéd. Az FTC első csapatkapitánya. Bátyja Berán Lajos szobrászművész volt.

## Pályafutása
Az FTC alapító tagja. Kétszeres bajnok és kétszeres Ezüstlabda győztes. A Fradiban összesen 71 mérkőzésen szerepelt (46 bajnoki, 14 nemzetközi, 11 hazai díjmérkőzés) és 10 gólt szerzett (mind bajnoki).
1902 és 1904 között négy alkalommal szerepelt a válogatottban. Az első hivatalos válogatott részvevője volt.
1905 nyarán katonai szolgálatot teljesített, miközben részt vett egy hadgyakorlaton is. A nagy hőségben egy tanyai kút vízéből ivott, aminek következtében hastífuszban megbetegedett, és hamarosan meghalt. A Kerepesi temetőben helyezték örök nyugalomra. Sírját évekig koszorúzták az FTC tagjai.

## Sikerei, díjai
- Magyar bajnokság
  - bajnok: 1903, 1905
- Ezüstlabda
  - győztes: 1903, 1904

## Statisztika

### Mérkőzései a válogatottban

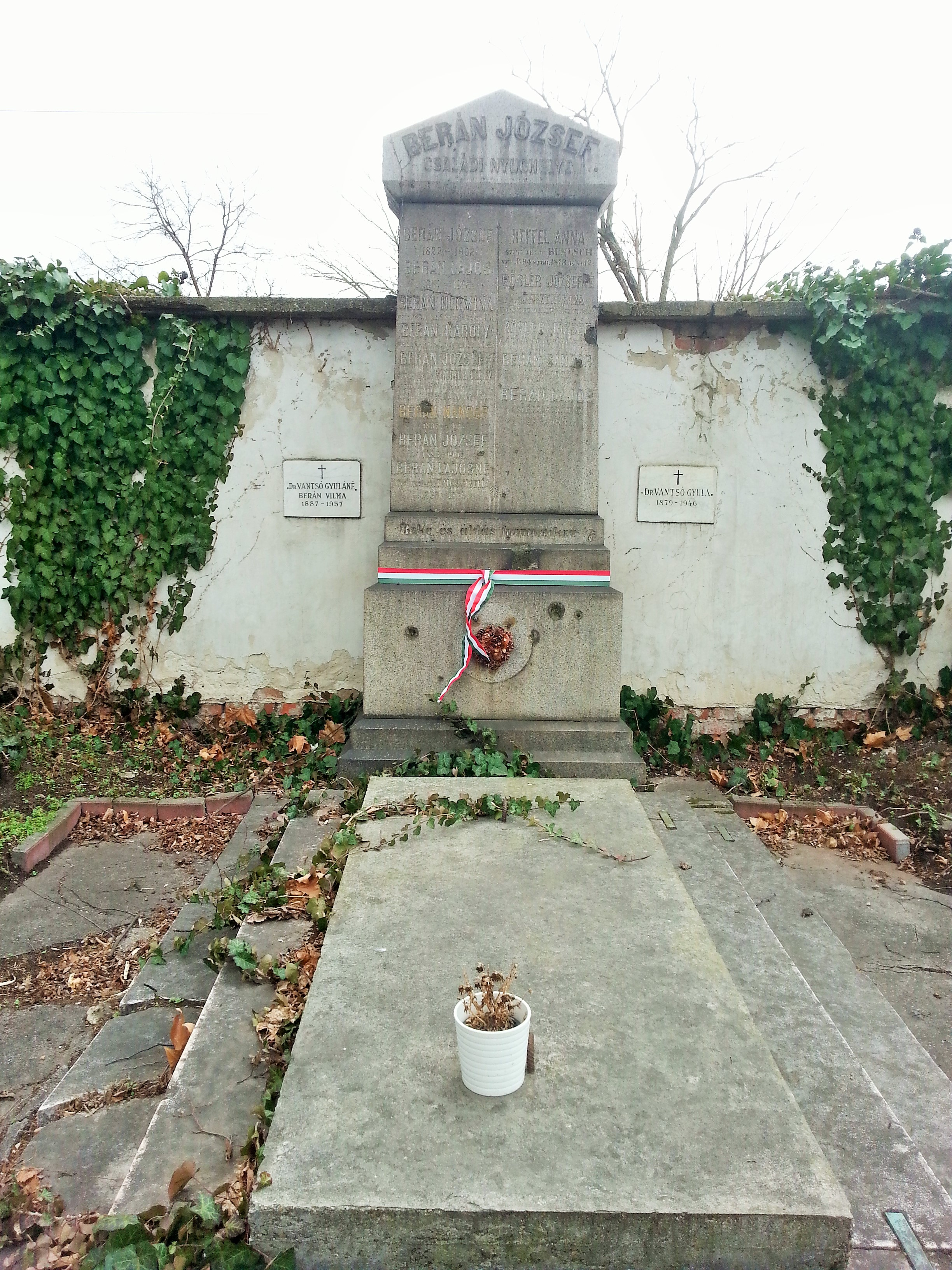
Sírja a Fiumei úti sírkertben (Jobb oldali falsírboltok-372)

| Magyarország | Magyarország      | Magyarország               | Magyarország | Magyarország | Magyarország | Magyarország | Magyarország | Magyarország |
| #            | Dátum             | Helyszín                   | Hazai        | Eredmény     | Vendég       | Kiírás       | Gólok        | Esemény      |
| ------------ | ----------------- | -------------------------- | ------------ | ------------ | ------------ | ------------ | ------------ | ------------ |
| 1.           | 1902. október 12. | Bécs, WAC-pálya            | Ausztria     | 5 – 0        | Magyarország | barátságos   | -            |              |
| 2.           | 1903. április 5.  | Budapest, Millenáris-pálya | Magyarország | 2 – 1        | Csehország   | barátságos   | -            |              |
| 3.           | 1903. október 11. | Bécs, WAC-pálya            | Ausztria     | 4 – 2        | Magyarország | barátságos   | -            |              |
| 4.           | 1904. június 2.   | Budapest, Millenáris-pálya | Magyarország | 3 – 0        | Ausztria     | barátságos   | -            |              |
|              | Összesen          |                            |              | 4            | mérkőzés     |              | 0            | gól          |